# Miconia beneolens
Miconia beneolens es una especie de planta con flor en la familia de las Melastomataceae. Es endémica de  Ecuador.

## Distribución y hábitat
Es un árbol endémico del sur de Ecuador, donde se conoce a partir de dos colecciones de 1943. Una de ellas es desde el Río Cachiyacu, al sureste de Yangana, y el otro es de "Namanda." No confirmaron que se produzca en la red de áreas protegidas de Ecuador, pero los lugares históricos están muy cerca del Parque nacional Podocarpus, y se espera que exista la especie. Clasificado por la UICN como Vulnerable en 1998 (VU B1 + 2c) y como "rara" en 1997 (Oldfield et al . 1998, Walter y Gillett 1998). Ningún ejemplar de esta especie se encuentran en museos ecuatorianos. Aparte de la destrucción del hábitat, no se conocen amenazas específicas.

## Taxonomía
Miconia beneolens fue descrita por Wurdack y publicado en Phytologia 13: 77. 1966.
Etimología
Miconia: nombre genérico que fue otorgado en honor del botánico catalán Francisco Micó.
beneolens: epíteto latíno que significa "con buen olor"